# 슬로베니아어
슬로베니아어(슬로베니아어: slovenščina [slɔˈʋèːnʃtʃina])는 슬로베니아의 공용어이다. 서부 남슬라브어군에 속하며, 인근의 오스트리아, 이탈리아에도 언어인구가 있다. 슬라브어파의 언어중 가장 방언이 많은 언어이다. 문자는 라틴 문자를 쓰며, 크로아티아어에서 갈라졌다.

## 사용 국가
- 슬로베니아 (국어이자, 공용어이다.)

## 방언
슬로베니아어에는 여러 가지 방언이 있다. 표준어는 류블랴나 방언이지만 북동부의 마리보르 방언이 떠오르기 시작하면서 두 가지 방언이 표준어로 정해지고 있다.

## 문자
| A a | B b | C c | Č č | D d | Dž dž | E e |
| F f | G g | H h | I i | J j | K k   | L l |
| M m | N n | O o | P p | R r | S s   | Š š |
| T t | U u | V v | Z z | Ž ž |       |     |